# Wereldmeisjesdag

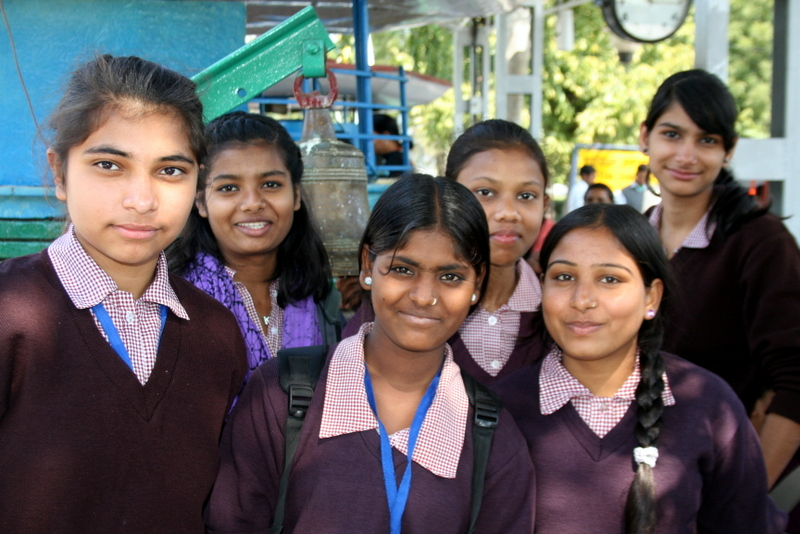
Meisjes bij een actie op internationale meisjesdag in 2014

Wereldmeisjesdag, internationale meisjesdag of internationale dag van het meisje is een internationale dag met aandacht voor de positie van meisjes. Ze werd voor het eerst gehouden op 11 oktober 2012 op initiatief van Plan International. De dag is bedoeld om aandacht te vragen voor de kansen voor meisjes en om de bewustwording van de genderongelijkheid te vergroten, die meisjes wereldwijd ervaren vanwege hun geslacht. De ongelijkheid van meisjes ten opzichte van jongens komt voor op gebieden zoals het recht op onderwijs, voeding, wetgeving, medische zorg en bescherming tegen discriminatie, geweld tegen vrouwen en gedwongen kindhuwelijken.
De Internationale dag van het meisje is bedoeld om het bewustzijn te verhogen voor de problemen waarmee meisjes wereldwijd worden geconfronteerd. Veel ontwikkelingsplannen bevatten geen doelstellingen voor meisjes, waardoor hun problemen "onzichtbaar" zijn. Bijvoorbeeld hebben rond 2015 meer dan 62 miljoen meisjes geen toegang tot onderwijs. Wereldwijd spenderen meisjes tussen 5 en 14 jaar meer uren aan huishoudelijke taken dan jongens van dezelfde leeftijd. Een op de vier is getrouwd voor zij de 18-jarige leeftijd heeft bereikt. Veel meisjes kwetsbaar voor seksueel geweld en de daders daarvan blijven vaak ongestraft.

## Geschiedenis
Wereldmeisjesdag begon als een project van Plan International, een niet-gouvernementele organisatie. Later werden ook organisaties als UNICEF er bij betrokken.
De internationale dag van het meisje heeft elk jaar een thema: 
- 2012: "Maak een eind aan kindhuwelijken"
- 2013: "Innovatie voor opleidingen van meisjes"
- 2014: "Versterking van opgroeiende meisjes: een eind aan de cyclus van geweld"
- 2015: "Gendergelijkheid"
- 2016: "Girls' progress=goals"
- 2017: "Girlpower"
- 2018: "Girls get Equal"
- 2019: "GirlForce: Unscripted and Unstoppable"[2]
- 2020: "Mijn stem, onze gelijke toekomst"[3]
- 2021: "Digital Generation, Our Generation"[4]
- 2022: "Onze tijd is nu- onze rechten, onze toekomst"[5]